# Векшин, Анатолий Иванович
Анатолий Иванович Векшин (19 апреля 1930, Ленинград — 2 февраля 2016, Санкт-Петербург) — советский и российский артист цирка, клоун, народный артист Российской Федерации (1996).

## Биография
Родился в семье рабочего Кировского завода, старший из троих детей. С семьёй пережил Ленинградскую блокаду.
В 1949 году окончил студию музыкальной клоунады при Ленинградском цирке (преподаватель Пётр Андреевич Кольпетти). Выступал со знаменитым клоуном Карандашом в представлении «В путь-дорогу». В клоунской группе «Семеро весёлых» играл роль разбитного паренька-весельчака. В спектакле старого Московского цирка «Необыкновенные приключения» создал образ старика Хоттабыча. Одной из наиболее удачных ролей артиста стала роль пижона и шалопая Аполлона Трищенкова в пантомиме «Пароход идёт „Анюта“». Выступал с клоунами В. Ветлициным, В. Коротковым, Г. Розовым, был партнёром Юрия Никулина и Олега Попова.
В 1966 году известный иллюзионист Игорь Кио предложил ему работать в своей программе в дуэте с Константином Васильевым. В результате с 1968 года Векшин выступал в паре с Васильевым. Их дуэт продержался четверть века. Среди лучших их интермедий «Самолёт», «Сценка у колодца», «Свистки», «Часы».
Умер 2 февраля 2016 года в Санкт-Петербурге в возрасте 85 лет. Похоронен на Шушарском кладбище в посёлке Шушары Пушкинского района Санкт-Петербурга.

## Награды
- Заслуженный артист РСФСР (14.02.1980).
- Народный артист Российской Федерации (09.04.1996).

## Фильмография
1. 1972 — Карнавал — эпизод
2. 1979 — Солнце в авоське — клоун
3. 1984 — И вот пришёл Бумбо… — клоун
4. 1989 — Бумажные глаза Пришвина — Сан Саныч Шахматов